# Onopordum anatolicum
Onopordum anatolicum là một loài thực vật có hoa trong họ Cúc. Loài này được (Boiss.) Boiss. & Heldr. ex Eig mô tả khoa học đầu tiên năm 1942.